# Molly Shaw
Molly Shaw (* 23. Juni 1996 in Indiana als Molly Turner) ist eine US-amerikanische Beachvolleyballspielerin.

## Karriere
Molly Shaw spielte (noch als Molly Turner) an der Neuqua Valley High School in Naperville, Illinois zunächst Hallenvolleyball. Anschließend begann sie an der Grand Canyon University in Phoenix, Arizona mit dem Beachvolleyball. Seit 2016 ist sie mit verschiedenen Partnerinnen (u. a. mit Jessica Gaffney) an der AVP Tour aktiv. Seit 2018 gewann sie mit Falyn Fonoimoana, mit Madelyne Anderson, mit Deahna Kraft und mit Chloe Loreen mehrere Turniere auf der kontinentalen NORCECA-Tour. Seit 2022 spielt Shaw auch auf der internationalen World Pro Tour. Mit Madelyne Anderson gewann sie dabei 2022 das Futures-Turnier in Cirò Marina und stand im Endspiel des Challenge-Events in Dubai. Mit Chloe Loreen gewann sie 2024 das Futures-Turnier in Pirae auf Tahiti. Bei den Challenge-Events im November 2024 mit Toni Rodriguez erreichte Shaw das Endspiel in Haikou, gewann das Spiel um Platz drei in Chennai und kurz darauf in Nuvali zum ersten Mal ein Challenge-Turnier.
2025 spielt Shaw zusammen mit Kelly Cheng. Auf der World Pro Tour 2025 erreichten Cheng/Shaw bei den ersten Elite16-Turnieren im mexikanischen Quintana Roo sowie im brasilianischen Saquarema jeweils den vierten Platz.

## Privates
Shaw ist seit 2023 mit dem US-amerikanischen Volleyball- und Beachvolleyballspieler James Shaw verheiratet.